# ناتالیا دایر
ناتالیا دانیل دایر (انگلیسی: Natalia Danielle Dyer؛ زادهٔ ۱۳ ژانویهٔ ۱۹۹۵) یک هنرپیشه آمریکایی است. او برای بازی در نقش نانسی ویلر در سریال علمی تخیلی ترسناک نتفلیکس چیزهای عجیب (۲۰۱۶–اکنون) شناخته شده‌است.

## اوایل زندگی و تحصیل
دایر در نشویل، تنسی به دنیا آمد و بزرگ شد و از دبیرستان هنرهای نمایشی مدرسه هنرهای نشویل فارغ‌التحصیل شد.

## حرفه
اولین نقش آفرینی دایر در نقش کلاریسا گرنجر در هانا مونتانا: فیلم در سال ۲۰۰۹ بود. در سال ۲۰۱۱، او در سبز شدن ویتنی براون ظاهر شد. دایر سپس در فیلم مستقل من به تک شاخ‌ها اعتقاد دارم که در سال ۲۰۱۴ در جنوب از جنوب غربی برای اولین بار به نمایش درآمد.
در سال ۲۰۱۶، دایر برای نقش نانسی ویلر در سریال «چیزهای عجیب» نتفلیکس انتخاب شد. در سال ۲۰۱۹، دایر در نقش کوکو در نتفلیکس فیلم ترسناک اره چرخی مخملی بازی کرد.

## زندگی شخصی
دایر در سال ۲۰۱۳ به شهر نیویورک نقل مکان کرد و در دانشگاه نیویورک ثبت نام کرد و در مدرسه مطالعات فردی گالاتین تحصیل کرد. از سال ۲۰۱۶، دایر با همبازی خود در سریال چیزهای عجیب، چارلی هیتون رابطه دارد.

## فیلم‌شناسی

### فیلم
| سال  | عنوان                              | نقش                | یادداشت    |
| ---- | ---------------------------------- | ------------------ | ---------- |
| ۲۰۰۹ | هانا مونتانا: فیلم                 | کلاریسا گرنجر      |            |
| ۲۰۱۰ | خیلی آفتابی برای بابانوئل          | جانی               | فیلم کوتاه |
| ۲۰۱۱ | سبز شدن ویتنی براون                | لیلی               |            |
| ۲۰۱۲ | آبی همانند جاز                     | گرایس              |            |
| ۲۰۱۳ | نگذار بروم                         | بانشی              |            |
| ۲۰۱۴ | من به تک شاخ‌ها اعتقاد دارم         | داوینا             |            |
| ۲۰۱۴ | شهر در شب                          | آدلین              | فیلم کوتاه |
| ۲۰۱۵ | تا تاریکی                          | لوسی               | فیلم کوتاه |
| ۲۰۱۶ | شب‌های طولانی صبح‌های کوتاه          | ماری               |            |
| ۲۰۱۷ | یس، گاد، یس                        | آلیس               | فیلم کوتاه |
| ۲۰۱۸ | استراحت کوهستان                    | کلارا              |            |
| ۲۰۱۸ | بعد از او                          | هایلی              | فیلم کوتاه |
| ۲۰۱۹ | پس از تاریکی                       | کلارا              |            |
| ۲۰۱۹ | اره چرخی مخملی                     | کوکو               |            |
| ۲۰۱۹ | یس، گاد، یس                        | آلیس               |            |
| ۲۰۱۹ | نزدیکترین انسان                    | مونیک              |            |
| ۲۰۱۹ | توسکالوسا                          | ویرجینیا           |            |
| ۲۰۲۱ | ایالات متحده در برابر برنده واقعیت | برنده واقعیت (صدا) |            |
| ۲۰۲۱ | شنیده‌ها و دیده‌ها                   | ویلیس هاول         |            |
| TBA  | شاه بلوط                           | TBA                |            |
| TBA  | همه سرگرمی و بازی                  |                    | [ ۱۶ ]     |

### تلویزیون
| سال        | عنوان             | نقش        | یادداشت         |
| ---------- | ----------------- | ---------- | --------------- |
| ۲۰۱۶–اکنون | چیزهای عجیب       | نانسی ویلر | نقش اصلی        |
| ۲۰۲۰       | اقدام برای یک هدف | جین ایر    | قسمت: "جین ایر" |

### موزیک ویدیو
| سال  | عنوان    | هنرمند  | مرجع   |
| ---- | -------- | ------- | ------ |
| ۲۰۱۸ | عشق وحشی | جیمز بی | [ ۱۸ ] |

## جوایز و نامزدیها
| سال  | جایزه                      | دسته‌بندی                                                                 | کار نامزد شده | نتیجه    | مرجع.  |
| ---- | -------------------------- | ------------------------------------------------------------------------ | ------------- | -------- | ------ |
| ۲۰۱۷ | جایزه هنرمند جوان          | بهترین اجرا در یک سریال تلویزیونی دیجیتال یا فیلم — بازیگر زن نوجوان     | "چیزهای عجیب" | نامزدشده | [ ۱۹ ] |
| ۲۰۱۷ | جوایز انجمن بازیگران فیلمs | جایزه انجمن بازیگران فیلم برای بهترین اجرای گروه بازیگران در مجموعه درام | چیزهای عجیب   | برنده    | [ ۲۰ ] |
| ۲۰۱۸ | جوایز انجمن بازیگران فیلمs | جایزه انجمن بازیگران فیلم برای بهترین اجرای گروه بازیگران در مجموعه درام | چیزهای عجیب   | نامزدشده | [ ۲۱ ] |
| ۲۰۲۰ | جوایز انجمن بازیگران فیلمs | جایزه انجمن بازیگران فیلم برای بهترین اجرای گروه بازیگران در مجموعه درام | چیزهای عجیب   | نامزدشده | [ ۲۲ ] |